# Gerald Geisler

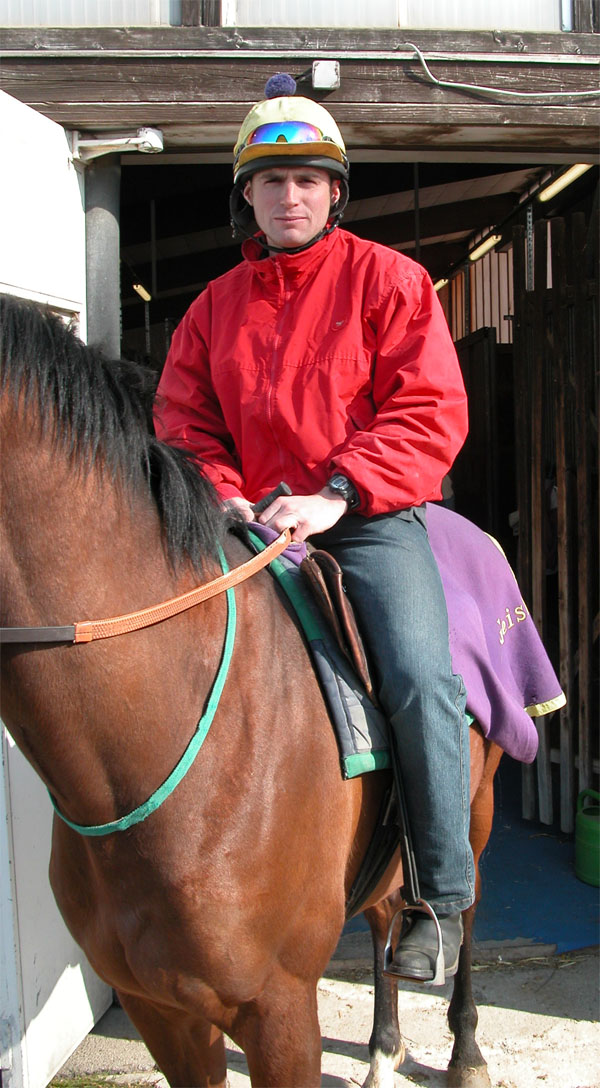
Gerald Geisler bei der Trainingsarbeit

Gerald A. Geisler (* 7. März 1978 in Wien) ist ein österreichischer Galoppertrainer mit Trainingsquartier in Iffezheim.

## Leben
Gerald Geisler wurde in eine im österreichischen Galopprennsport involvierte Familie geboren und kam dadurch schon früh in Kontakt mit Pferden. Seine erste Morgenarbeit ritt er fünfzehnjährig auf den Pferden des familieneigenen Rennstalles Hernstein an der Galopprennbahn Freudenau in Wien. Seine Karriere als Amateurrennreiter begann er im Alter von 17 Jahren siegreich auf Pink Floyd. Im Laufe der Zeit kamen Siege in Italien, Slowakei und der Schweiz hinzu. Den Höhepunkt seiner Amateurrennreiterkarriere bildet sicherlich sein Antreten für Österreich im Fegentri.
Seine schulische Laufbahn beinhaltet die Matura am Wiedner Gymnasium, einige Semester Jus sowie den Abschluss eines kaufmännischen Kollegs.
Nach Ableisten seines Präsenzdienstes legte Gerald Geisler 2001 erfolgreich die Prüfung zum Erwerb einer Lizenz als Trainer für Galopprennpferde ab und nahm seine Tätigkeit als Trainer in der Wiener Freudenau auf. Einer zwischenzeitlichen Standortverlegung in die 2004 neu errichtete Pferderennbahn Magna Racino Ebreichsdorf  folgte mit Beginn der Saison 2005 der Wechsel an die Galopprennbahn Riem in München. Seit Februar 2010 hat er sein Trainingsquartier in Iffezheim.
Von 2005 bis 2006 war er für den Fernsehsender Premiere Win, 2009 für Equi8 als Kommentator für nationale und internationale Pferderennen tätig.
Seinen 100. Sieg feierte er am 15. August 2008 mit der von Filip Minarik gerittenen Qi in München-Riem.

## Größte Erfolge
- 2002 3. Platz im St. Leger (Zoom Dancer)
- 2002 3. Platz im Steher Preis (Zoom Dancer)
- 2002 3. Platz im Stuten-Preis / Wien-Freudenau (Winnie Laffitte)
- 2003 1. Platz im Stuten-Preis / Wien-Freudenau (Valentine)
- 2003 3. Platz im Central European Breeders Cup Mile (Morning Sun)
- 2003 1. Platz im Agl.ll / München (Morning Sun)
- 2003 1. Platz in der Inländer Super-Serie / Wien Freudenau (Morning Sun)
- 2004 2 mal 1. Platz Inländer Super-Serie / Ebreichsdorf (Idaho)
- 2005 1. Platz Inländer-Steher-Preis N.L / Ebreichsdorf (Winamix)
- 2005 1. Platz Han. TRIS / Pisa (Cagliostro)
- 2006 1. Platz im 3. Lauf zur Inländer-Super Serie / Ebreichsdorf (Idaho)
- 2006 1. Platz bei Anstart Inländer Super-Serie / Ebreichsdorf (Moonlight)
- 2006 1. Platz im Preis der Stadt Wien / Wien-Freudenau (Winamix)
- 2007 1. Platz Inländer Trophy L.R. / Wien-Freudenau (Winsome Imp)
- 2007 1. Platz im 1. Lauf zur Inländer-Super Serie / Ebreichsdorf (Klabautermann)
- 2007 1. Platz auf Anstart im Premio Coira / Meran (Treuer Adler)
- 2008 1. Platz im Konrad Wille Memorial AG II. (Winsome Imp)
- 2009 1. Platz in den Austrian Oaks (Ö. Stuten-Preis) / Ebreichsdorf (Krasiwaja)